# Davidoff
Oettinger Davidoff AG es una popular marca suiza de productos variados de lujo cuya sede principal se encuentra en Basilea. Su principal actividad es el tabaco, incluyendo pipas, cigarrillos y puros.

## Historia
Zino Davidoff nació el 11 de marzo de 1906 en Kiev, lo que hoy en día es Ucrania y antes parte de la Rusia Imperial. Era el mayor de los hijos del comerciante judío Henri Davidoff. En sus escritos autobiográficos, su juventud aparece un tanto difusa. Sus padres eran comerciantes de tabaco o fabricantes de cigarros en Kiev. Viendo crecer el antisemitismo en Rusia, emigraron a Ginebra, Suiza en 1911, donde abrieron su propia tienda de tabaco un año más tarde. Zino, después de finalizar la escuela en 1924, se fue a Latinoamérica para aprender más sobre el comercio del tabaco. Estuvo en Argentina, Brasil y finalmente en Cuba, donde pasó dos años trabajando en una plantación y donde se encontró por primera vez con los puros cubanos.
Cuando volvió a Suiza, sobre el año 1930, tomó las riendas de la tienda de tabaco de sus padres. Lo que originariamente fue una modesta tienda familiar en poco tiempo creció hasta ser un negocio muy lucrativo, tanto durante como después de la Segunda Guerra Mundial.
Falleció en Ginebra en 1994.

## Productos

### Tabaco
- Serie Châteaux.
- Serie Mille.
- Series especiales.
  - 80 Aniversario, 9 1/4" x 47 (235 x 18.65 mm) Gran Corona.